# Bistar
Bistar (cyr. Бистар) – wieś w Serbii, w okręgu pczyńskim, w gminie Bosilegrad. W 2011 roku liczyła 107 mieszkańców.